# Мамонт (фестиваль)
«Мамонт» — международный фестиваль современного искусства и авангардной моды. Проводился в Минске регулярно с 1995 по 2015 годы. В рамках фестиваля проводились конкурсы, выставки авангардной живописи и скульптуры, проходили концерты и презентации. В рамках фестиваля члены жюри традиционно проводят мастер-классы для молодых дизайнеров, представляя свои коллекции.

## Концепция
Основное отличие всех конкурсных показов фестиваля «Мамонт» от прочих показов мод заключается в том, что коллекция одежды рассматривается как объект искусства, а её презентация – как перформанс.

## Цели
- Продемонстрировать достижения молодых деятелей искусств: художников, скульпторов, музыкантов, дизайнеров, модельеров.

- Привлечь внимание средств массовой информации, общественности и профессионалов к творчеству молодых и перспективных авторов.

- Предоставить художникам возможность познакомить широкую публику со своим творчеством.

- Открыть для широкой публики новые имена и таланты.

- Создать среду общения между художниками.

- Активизировать творческую атмосферу в области современного искусства и дизайна.

- Создать яркое шоу с оригинальным сценарием и привлечением деятелей культуры, в том числе театра, эстрады, телевидения, кино.

## Организаторы
- Концерн «Беллегпром» (Белоруссия),

- Союз дизайнеров Белоруссии,

- Издательский дом «Мэджик»

- Компания «Центр театральных инициатив».

## История
Автор идеи фестиваля – телевизионный режиссёр Юрий Бреус. В середине 90-х годов он делал на белорусском телевидении авторский еженедельный тележурнал моды «Бон Тон». Фестиваль был призван помочь в поиске новых имен и идей для телепрограммы. Однако довольно быстро получил среди молодых дизайнеров такую популярность, что стал вполне самостоятельным мероприятием.
- I Фестиваль авангардной моды «Мамонт» (24 декабря 1995). Номинации фестиваля: «Аксиология» (этическая ценность), «Атараксия» (невозмутимость души), «Аффект» (страсть и волнение), «Апробация» (одобрение), «Анемия» (малой кровью), «Атас!» (без комментариев). Звания лауреатов получили Дмитрий Кухарчик, Елена Кучко, Татьяна Каримова, Наталья Цыганкова. Гран-при – Иван Айплатов
- II Фестиваль авангардной моды «Мамонт» (ноябрь 1996).
- III Фестиваль авангардной моды «Мамонт» (ноябрь 1997).
- IV Фестиваль авангардной моды «Мамонт» (28 декабря 1998). Дипломы лауреатов были вручены дизайнерам в восьми номинациях. Звание «Мисс Авангард» получила воспитанница Национальной школы красоты Анастасия Тихонова. Гран-при была удостоена коллекция «Обереги» сестер Елены и Ольги Парфенович (оригинальное сочетание черных колготок и объемных деталей из соломки).
- V Международный фестиваль авангардной моды «Мамонт» (декабрь 1999). В показах приняли участие дизайнеры Андрей Бартенев, Федор Дадонов, Хаик Симонян, Ларэ, Джамиля Асадулаева, Роберт Краузе, Татьяна Каримова. В показах принимали участие дизайнеры Алены Яркевич, Ольга Русакова, Ольга Титаренко, Екатерина Стрельчик. Жюри: Эльвира Жвикова (главный художник Белорусского центра моды), Дмитрий Сурский (президент белорусского Союза дизайнеров), Владимир Цеслер (художник), Виктор Дудко (банкир) Марк Рудинштейн (президент кинофестиваля "Кинотавр"). Гран-при: Павел Панаскин и Алексей Лазарь, коллекция «Руками не трогать».
- VI Международный фестиваль авангардной моды «Мамонт» (31 марта - 1 апреля 2001 прошел в комплексе «Журавинка»). Номинации: «Ёлки-палки» (флора), «Ёшкин кот» (фауна), «ЁКЛМН» (ретроспекция моды XX века), «ЁПРСТ» (радость творчества), «Ё-мое» (гротеск, альтернативная мода). Звание лауреатов получили: Татьяна Лапотко, коллекция «Дюймовочка» (приз зрительских симпатий), Иван Айплатов (коллекция «Шейкер»), Ольга Новик и Екатерина Лавникович (коллекция «Витаминоз»), Наталья Цыганкова (коллекция «Чай со слоном»), Ольга Осипенко и Наталья Поткина («Шиворот-навыворот»). «Мисс Мамонт» стала модель из коллекции «Дюймовочка». Гран-при получила Татьяна Касаджикова (коллекция «Кальмар»).
- VII Международный фестиваль авангардной моды «Мамонт» (май 2003, Минск, комплекс «Журавинка»). Гран-при не присуждался.
- VIII Международный фестиваль авангардной искусства и моды «Мамонт» (25-27 мая 2005, Концертный зал «Минск»). Лицом фестиваля стала певица Влада – её изображение украсило рекламные плакаты. Призы вручались в трех номинациях: «Лучшая коллекция», «Лучший костюм», «Лучший перфоманс». Председатель жюри – Андрей Бартенев (Россия), Председатель оргкомитета Иван Айплатов (дизайнер, председатель оргкомитета), члены жюри: Максим Черницов, Виолетта Литвинова, Владимир Жбанов, Дмитрий Сурский (председатель Союза дизайнеров Беларуси), Александр Рымкевич (редактор журнала Fashion Collection). Звание лауреатов получила Екатерина Шукало (коллекция «Приданое») и коллекция «Леди спецназа». Гран-при – Павел Панаскин и Алексей Лазарь (коллекция «Тот самый чай»).
- IX Международный фестиваль авангардной искусства и моды «Мамонт» (25-27 мая, 2006, открытая площадка комплекса «Логойск»). Лицо фестиваля: певица Полина Смолова. Председатель жюри – Евгений Ящук (директор московской Недели моды, председатель жюри). Члены жюри и почетные гости – дизайнерский дуэт «Две сорванные башни» – Андрей Мельников и Ирина Крупская (Россия). Гран-при – Анна Баранова (коллекция «Солнце не движется»).
- Х Международный фестиваль современного искусства и авангардной моды «Мамонт» (16-18 ноября 2007, Национальная школа красоты. Председатель жюри – Артемий Троицкий. Приз «Золотой бивень» за лучшую презентацию получила Татьяны Ивашко (коллекция «Happy birthday, Mister President, или Я сегодня обслуживаю Ваш номер». Приз «Золотой бивень» за лучший костюм получила Екатерина Шукало (коллекция «Земля в иллюминаторе»). Эта коллекция получила также специальный приз от Ивана Айплатова. В номинации «Лучший ансамбль моделей» («Золотой бивень») лучшей стала коллекция Марины Васькиной и Ольги Жук «Ничего кроме». Специальный приз от Артемия Троицкого получил Тимофей Люцко (коллекция «Коктейль стилей»). Гран-при – Яважына Миклашевич (коллекция «Эволюция»). За самый яркий образ в конкурсе боди-арта получили Дмитрий Ковальский и Антон Шапо за перфоманс «Сон Элвиса».
- XI Международный фестиваль современного искусства и авангардной моды «Мамонт» (16 ноября 2008, Минск, комплекс «Орион»). В жюри: Иван Айплатов, Марина Парфенович (председатель оргкомитета). Победители: в номинации «Ладья вечности» (Сочетание цвета и формы) – Екатерина Шукало (коллекция «Совершенные механизмы»), номинация «Ледниковый период» (Парадоксы гармонии) – Анна Островская (коллекция «Ариергардия»), номинация «Ласточкино гнездо» (Применение инновационных технологий) – Николай Щетько (коллекция «Предвкушение фатального исхода»), номинация «Лукерья Комарница» (Использование фолк-мотивов в авангарде) – Анастасия Вишнякова (коллекция «Время — река»), номинация «LoLLi Pop» (Лучший перфоманс) – Ксения Половченя (коллекция«Зазеркалье души»). Гран-при – Екатерина Бурак (коллекция «По следам Сальвадора Дали в мир антропоморфных ящиков»).
- XII Международный фестиваль современного искусства и авангардной моды «Мамонт» (1-2 октября 2011, Минск, Национальная школа красоты). Председатель жюри – Владимир Чекасин. Победители: в номинации «Магия» (Сочетания цвета и формы) победительницей стала Наталья Андреюк с коллекцией «Фридомания», в номинации «Метаморфозы» (Парадоксальная идея в единой концепции) подетителем стал Евгений Иванчик за коллекцию «Кризис production», в номинации «Метаплазма» (Применение инновационных технологий) победил Дмитрий Пригожаев с коллекцией «Электрогравитация», в номинации «Мифологема» (Использование фолк-мотивов в авангарде) победили Светлана Ивашина и Ольга Киселевич с коллекцией «Рикон», в номинации «Мистерия» (Лучший перфоманс) победительницей стала Ксения Сахончик с коллекцией «Танцующая в темноте», в номинации «Мадам и месье» (Самая провокационная коллекция) победил Евгений Иванчик с коллекцией «Кризис production». Специальный диплом от Председателя жюри Владимира Чекасина получила Анастасия Соборова за светлую оригинальную идею (коллекция «Фейерверки мира»). По традиции фестиваля жюри определило лучшую модель фестиваля. Этот титул и статуэтку «Золотой бивень» получил Иван Латушкин (коллекция «Кризис production»). Гран-при получил Евгений Иванчик за коллекцию «Кризис production». Таким образом, впервые за историю фестиваля одна коллекция победила сразу в двух номинациях и получила гран-при. Ведущие шоу: Екатерина Любчик (недоступная ссылка)  и Петр Елфимов. Театральные перфомансы: театры ИнЖест и Бармаглот.
- XIII Международный фестиваль современного искусства и авангардной моды «Мамонт» (20-21 апреля 2013, Минск, Национальная школа красоты).

## Лицо фестиваля
С 2005 года для размещения на плакатах и прочей рекламной продукции фестиваля выбирается медийное лицо, популярное в Беларуси. В 2005 году лицом фестиваля стала певица Влада, в 2006 – лауреат фестиваля «Славянский базар» Полина Смолова. В 2007 году символом фестиваля стала графическая фигура, нарисованная художником Алексеем Михайловым. В 2008 и в 2011 лицом фестиваля стала Екатерина Любчик (недоступная ссылка), победительница конкурса красоты, вице-мисс Минск 2007 года.

## Конкурсы фестиваля
В рамках фестиваля проходит три творческих конкурса: конкурс авангардной моды, конкурс боди-арта и конкурс видеоарта. Рисунок на теле в конкурсе боди-арта, как и в случае с модой, рассматривается жюри как арт-объект, который является лишь частью перфоманса. Конкурс боди-арта проводится в рамках фестиваля с 2006 года. Конкурс видеоарта в форме видеопросмотра проводится с 2011 года. На конкурсе оцениваются видео-перфомансы длительностью не более пяти минут.

## Призы фестиваля
В 2005, 2006 и 2007 года на фестивале стали вручаться отлитые из бронзы стилизованные статуэтки «Золотой бивень» (за лучший костюм и за лучшую презентации коллекции) и гран-при «Золотой Мамонт» (за наилучшее сочетание всех элементов перфоманса). В 2011 году концепция вручения призов изменилась в связи с появлением еще одного конкурса. Гран-при и статуэтку «Золотой Мамонт» получает лучшая авангардная коллекция одежды, два приза «Золотой бивень» вручаются победителям в конкурсах видеоарта и боди-арта.

Автор статуэтки «Мамонта» белорусский скульптор Владимир Жбанов. В 2011 году для лауреатов подготовлена статуэтка новая статуэтка «Золотой Мамонт», которую изготовил белорусский скульптор Александр Слуцкий.

## Этапы конкурса моды
- Конкурс авангардной моды традиционно проходит в три этапа. Первый этап конкурса проводится в форме свободных консультаций. На этом этапе модельеры-конкурсанты представляют в виде эскизов оргкомитету коллекции, которые планируется показать на конкурсе, объясняют концепцию, идею коллекции. Оргкомитет оценивает уровень оригинальности идеи и либо допускает конкурсанта к следующему этапу, либо дает рекомендации по доработке идеи. Эскизный этап начинается за полгода до фестиваля и заканчивается за 3 недели до финала.
- На втором этапе конкурса модельеры, прошедшие эскизный конкурс, должны представить оргкомитету костюмы в готовом виде, чтобы продемонстрировать соответствие исполнения ранее представленным эскизам.
- Уже готовые коллекции могут быть приняты к конкурсному показу по решению оргкомитета.
- Третий этап – собственно конкурс – проходит при зрителях перед международным жюри в форме красочного шоу.

## Правила конкурса авангардной моды
- Конкурс авангардной моды является профессиональным. Предполагается, что его участники уже имеют определенный уровень мастерства. Оргкомитет оставляет за собой право не допускать на конкурс работы невысокого профессионального уровня.
- Конкурс прежде всего к молодых специалистам, работающих в области дизайна одежды.
- Возраст участников не ограничен.
- Конкурс является открытым. В нем могут принять участие модельеры, как проживающие на территории Республики Беларусь, так и за её пределами.
- Презентация коллекции по времени не должна превышать 5 минут.
- Количество моделей в конкурсной коллекции должно быть не менее пяти и не более семи.
- Дорога и проживание в Минске иногородних и иностранных участников конкурса осуществляется за собственный счет.

## Правила конкурса видео-арта
- На конкурс представляются видеоработы продолжительностью не более пяти минут.
- На конкурс могут быть приняты произведения видео-арта, исполненные в любой форме (мультфильм, видеофильм, музыкальный клип, рекламный ролик, компьютерная графика, технологические эксперименты, видеоинсталляция, видеоперфоманс), которые можно отнести к категории искусства, даже если они создавались в рамках коммерческой или промо- деятельности.
- По жанровой направленности фильмы должны в той или иной степени затрагивать тему моды и относится к категории Fashion films.
- Право определять, насколько произведение относится к видео-арту оставляет за собой оргкомитет и отборочная комиссия.
- Искусство драматургии в рамках конкурса не оценивается.
- Для заявки на участие достаточно указать ссылку на видеоролик, размещенный в сети Интернет.

## Правила конкурса боди-арта
- Художник предлагает на оценку жюри цельный художественный образ, используя для его выражения роспись по телу модели, прическу, обувь, бижутерию, аксессуары, возможные иные дополнительные элементы.
- Организаторы конкурса предоставляют художнику модель, либо оплачивают модель, предложенную художнику.
- Степень одетости или раздетости модели художник определяет самостоятельно в зависимости от поставленной художественной задачи.
- Пол модели, с которой работает художник, не влияет на оценку.
- В рамках конкурса художник должен провести художественную презентацию своей работы в виде пластического, танцевального, эстрадного номера либо иным образом.
- Жюри в равной степени оценивает работу конкурсанта по трем критериям: соответствие исполнения заявленной теме, технический уровень исполнения, презентация работы.
- Не менее, чем за три дня до конкурса художник должен представить в оргкомитет эскизы работы.
- Оргкомитет может оказать художнику помощь в организации презентации работы в части режиссуры номера, подбора музыки и т.д.
- Для презентации работы могут быть привлечены дополнительные участники.

## Пресса
- 2011 год

В Минске презентовали "Мамонта" Архивная копия от 10 июля 2011 на Wayback Machine

«Мамонт-2011»: «Кризис» наступает и выигрывает (недоступная ссылка)

Отчёт "Афиши": Vanguard (blow)JOB

Фестиваль современного и авангардного искусства «Мамонт-2011»

БЕЛТА

Закрытие фестиваля «Мамонт-2011». Фотоотчет.

Фоторепортаж с Фестиваля авангардной моды МАМОНТ-2011

Фестиваль завершился показом самых ярких коллекций

В Минске выбрали лучшие коллекции авангардной моды

YouTube

Владимир Чекасин о «Мамонте»
- 2008 год

Мамонт-2008: продолжение следует?

Фестиваль авангардной моды "Мамонт-2008" Архивная копия от 19 сентября 2011 на Wayback Machine

Приближение "Мамонта" (недоступная ссылка)

Мамонт―2008: что такое авангард? (недоступная ссылка)

Фоторепортаж с фестиваля "Мамонт 2008"

"Мамонт" приближается

Путь к модной жизни

Развитие авангардного искусства в Республике Беларусь

Мамонты отечественного авангарда (недоступная ссылка)

Какого цвета «Мамонт»?

Мамонт 2008: представляем участников

Мамонт-2008: программа фестиваля
- 2007 год

Эволюция "Мамонта" (недоступная ссылка)

«Мамонт» расправляет бивни

Фестиваль авангардного искусства «Мамонт» прошел в десятый раз

«Мамонт» становится взрослее

След первый «Мамонта-2007» и Артемий Троицкий, как представитель вымирающего вида

"Мамонт" идет — "Мамонту" дорогу!

«Мамонт» вышел из пещеры

Фестиваль «Мамонт-2007»: симбиоз искусств

Мамонт-2007. След первый

Мамонт 2007. След второй. Конкурсный день

Мамонт 2007. След третий. Четкий самый
- 2006 год

Столица встречает... «Мамонта»

Мокрые курицы «Мамонта»

У белорусского авангарда лицо «Мамонта» (недоступная ссылка)

В Минске пройдет фестиваль авангардного искусства "Мамонт" Архивная копия от 4 марта 2016 на Wayback Machine

На подступах к Минску слышны шаги "Мамонта"
- 2005 год

Вышел «Мамонт» из тумана... (недоступная ссылка)

Мода с нами - вы в центре внимания

Пятилетка без модного авангарда

«Мамонт» взметнул бивни (недоступная ссылка)

Мамонт, идущий впереди

«Мамонты» в Минске!

Отзывы о фестивале «Мамонт 2005»
- 2001 год

"Мамонт" превращается... в элегантного зверя

Шестой «Мамонт» пройдет в Минске

Проще и Светлее (недоступная ссылка)

Как с Ганга, с Гоанго, под гонг, под тимпаны

«Мамонт-2001», или авангард в Минске
- 1999 год

Повзрослев на один год, «Мамонт» прибавил в оригинальности